# Akumaki
Akumaki (あくまき, 灰汁巻き) est la variante japonaise du zongzi chinois, consommé dans la préfecture de Kagoshima de riz cuit à l'étuvée dans des feuilles séchées. Il est plus généralement appelé chimaki (ちまき) au Japon. Il est consommé pour la fête de Kodomo no hi, le 5 mai, variante japonaise de la fête chinoise de Duanwu jie, fêtée le 5e jour du 5e mois du calendrier chinois, en Chine, Corée et Viêt Nam. Les fêtes chinoises ont été décalés sur le calendrier grégorien au Japon.

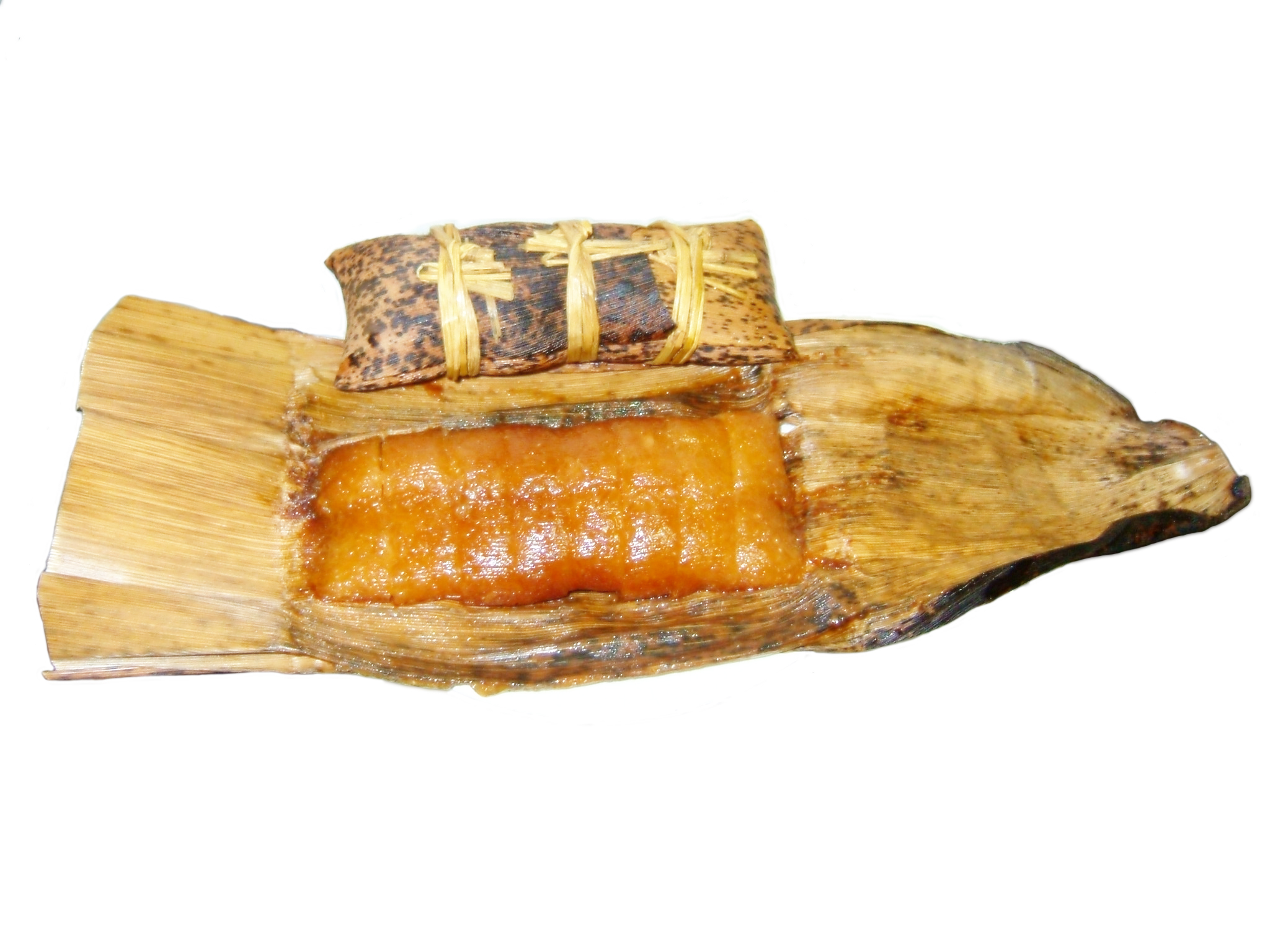
Akumaki ouvert

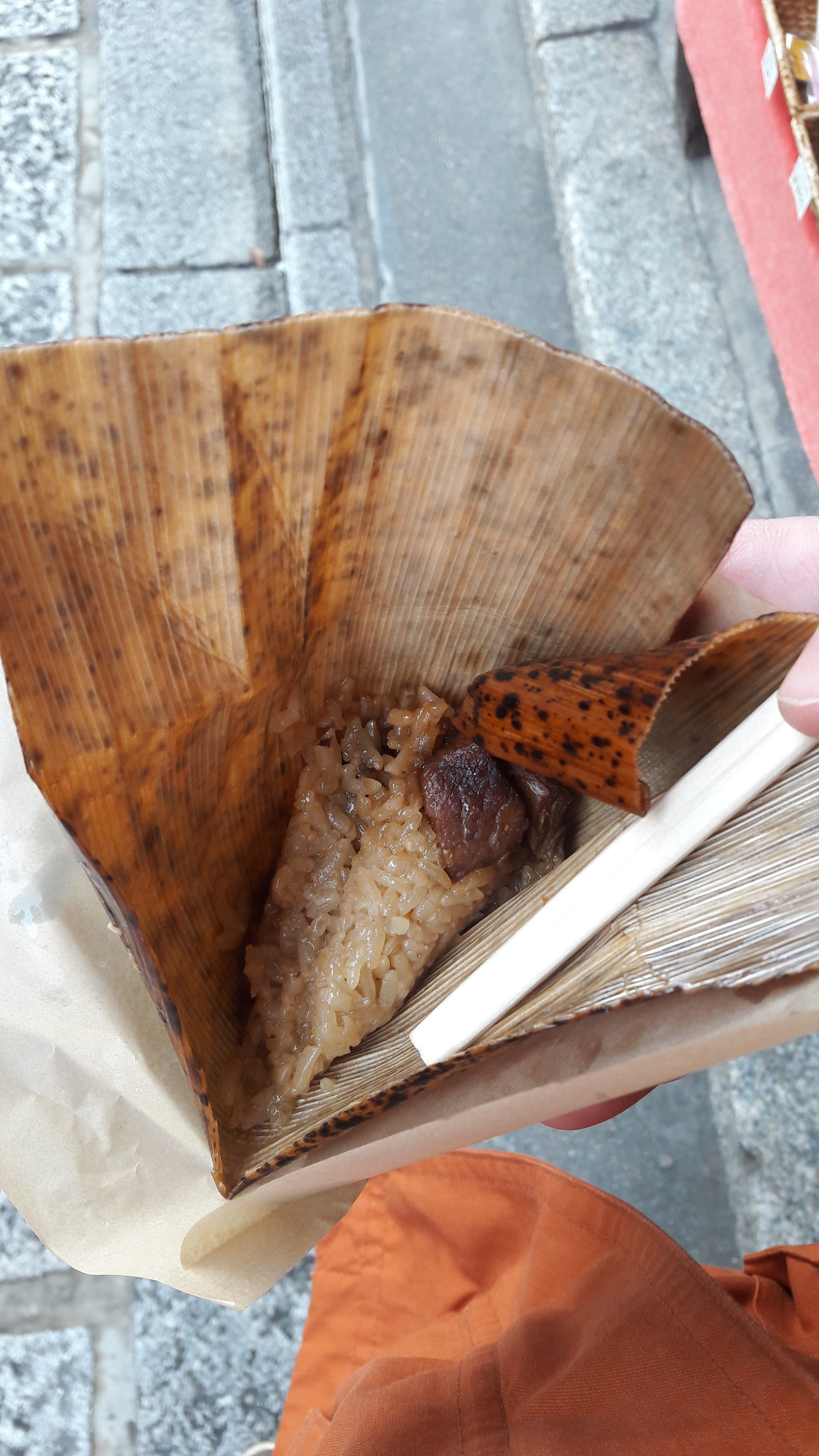
Akumaki tel que vendu à Kyoto

La version appelée okowa, principalement consommée à Hokkaido et au Sud de Kyushu (ja), utilise des feuilles de bambou fraîche, comme le zongzi chinois.